# Richard Pryor: Live in Concert
Richard Pryor: Live in Concert es un especial americano de 1979 de stand-up comedy protagonizada por Richard Pryor y dirigido por Jeff Margolis. La actuación de Pryor le valió una nominación al quinto lugar para el Premio de la Sociedad Nacional de Críticos de Cine al Mejor Actor .

## Producción
La película se rodó en Long Beach, California el 10 de diciembre de 1978, fue producida y distribuida de forma independiente y la primera película de larga duración, que consta de solo comedia de stand up, a menudo aclamada como una de las más importantes influyentes actuaciones de stand-up grabadas de la era moderna. Eddie Murphy lo ha llamado "la mejor actuación de comedia jamás capturada en la película".
En su reseña de Richard Pryor Live in Concert, Pauline Kael comentó: "Probablemente la mejor de todas las películas de interpretación grabada de Pryor tenía personajes y voces saliendo de él. . . . Al ver a este comediante físico misteriosamente original, no puedes dar cuenta de su regalo y todo lo que hace parece ser por primera vez ".
Un álbum doble lanzado en 1978 titulado Wanted: Live in Concert fue grabado en otras fechas durante la misma gira, y presenta gran parte del mismo material incluido en la película. 
Fue comprada por Netflix y se puede ver en su canal.

## Premios
| Destinatario (s) | Premio                                | Categoría | Resultado | Ref(s) |
| ---------------- | ------------------------------------- | --- | --------- | ------ |
| Richard Pryor    | Sociedad Nacional de Críticos de Cine | Mejor actor (quinto lugar) (empatado con Klaus Kinski para Nosferatu the Vampyre y Roy Scheider para All That Jazz ) | Nominado  |        |